# Magnus Dominus Corpus
Magnus Dominus Corpus è un album studio degli MDC.

## Tracce
1. Destroying the Planet (Dictor/Posner) - 1:41
2. Going Nowhere Faster Than You (Dictor/Posner) - 2:19
3. Founding Fathers (Dictor/Posner) - 2:02
4. Poseur Punk (Dictor/Posner) - 2:36
5. Let's Kill All the Cops (Dictor/Posner) - 2:06
6. Life But How to Live It (Dictor/Posner) - 1:50
7. Prime Evil (Dictor/Posner) - 2:04
8. Time Out (Schultz/Posner) - 1:19
9. Girls Like You Make Me Queer (Dictor/Posner) - 2:04
10. Sleep a Little Less, Dream a Little More (Dictor/Posner) - 2:00
11. Walking on Thin Ice (Dictor/Posner) - 3:31
12. No More Cops (Dictot/Orguera) - 1:26
13. Long Day, Short Life (Dictor/Posner) - 1:27
14. Timmy Yo (Dictor) - 3:03
15. Nazis Shouldn't Drive (Dictor/Wilder) - 1:59
16. Sick of It (Dictor/Bekowies/Van Cura) - 2:02
17. Prick Faced Bastard (Dictor) - 2:42
18. Ballad of G.W. (Dan the Parody Man/Flatt & Scruggs) - 2:22